# Gusztáv Szerémi
Dans le nom hongrois Szerémi Gusztáv, le nom de famille précède le prénom, mais cet article utilise l’ordre habituel en français Gusztáv Szerémi, où le prénom précède le nom.
Gusztáv Szerémi, né le 9 mai 1877 à Budapest – mort le 16 août 1952 dans la même ville, est un violoniste, altiste et compositeur hongrois.
Szerémi a été professeur de violon et alto à l'Académie royale nationale hongroise de musique (maintenant l'université de musique Franz-Liszt) à Budapest au début du XXe siècle. Ses œuvres pédagogiques pour alto ont été introduites dans le programme officiel de l'Académie.

## Œuvres choisies

### Concertantes
- Concerto n° 1 en fa majeur, pour alto et orchestre, Op. 6 (publié en 1890)
- Concerto n° 2 en sol mineur pour alto et orchestre, Op. 57 (1911)
- Concertino n° 1 en sol majeur pour violon et orchestre, Op. 63
- Concertino n° 2 en mi mineur pour violon et orchestre, Op. 64
- Concertino n° 3 en ré majeur pour violon et orchestre, Op. 65

### Musique de chambre
- Rêverie pour alto et piano, Op. 2
- Souvenir, morceau de salon pour violon et piano, Op. 3
- Rêverie en fa majeur pour violon et piano, Op. 5
- Öt előadást képző könnyü hegedűdarab (5 Morceaux de Concert en Positions I–V; 5 Leichte Vortragstücke von bis I. V. Lage) pour violon et piano, Op. 5

- 1. Gyermekjelenet (Kinderscene)
  2. Barcarolle
  3. Valse
  4. Romance (Romanze)
  5. Marcia

- Trois morceaux lyriques pour alto et piano, Op. 33
  1. Souvenirs en si bémol majeur
  2. Chanson triste en mi mineur
  3. Prière en mi bémol majeur

- Scherzo, en la mineur, pour 3 violons, Op. 51
- Cinq amusements pour les jeunes artistes de violon, Op. 58
  1. Menuetto en si bémol majeur
  2. Berceuse en sol mineur
  3. Scherzo en  mi bémol majeur
  4. Gavotte en la majeur
  5. Marcia en mi bémol majeur

- Mélodie, morceau de salon pour violoncelle et piano, Op. 61

### Pédagogiques
- 12 fokozatos tanulmány une technika fejlesztésére (12 études techniques; Zwölf technische Studien) pour violon et piano, Op. 12
- 24 fokozatos tanulmány une technika fejlesztésére (24 études progressives) pour alto, Op. 56

Volume 1 (Nos. 1–12) : Positions I à III
Volume 2 (Nos. 13–24) : Positions de I à V
- Eleméleti és gyakorlati mélyhegedű-iskola (méthode élémentaire et pratique de l'alto)
- Eleméleti és gyakorlati uj nagy brácsaiskola
- Un mélyhegedűjáték főiskolája, Kamarazene-tanumányok régibb és moderne mesterek muveibol, 2 kötetben, Az akadémiai osztályok használatára

I. kötet: Haydn–Volkmann (Volume 1 : De Haydn à Volkmann)
II. kötet: Bruckner–től napjainkig (Volume 2 : De Bruckner et suivant)